# Julius Akubor
Julius Akubor (* 1916 oder 1917; † 10. September 1974 in Nauru) war ein nauruischer Politiker und Mitglied im Lokalen Regierungsrat.

## Werdegang
Im Dezember 1951 wurde Akubor bei der ersten Parlamentswahl in der Geschichte des Landes für den Wahlkreis Yaren in den Lokalen Regierungsrat gewählt, dem er bis zum Ende der Legislaturperiode im Dezember 1955 angehörte. Akubor gehörte dem Stamm der Iruwa an und lebte zuletzt im Distrikt Yaren. Er starb im September 1974 im Alter von 57 Jahren.